# Rafael Espinoza
Rafael Espinoza Zepeda (21 de abril de 1994; Zapopan, Jalisco, México) es un boxeador profesional mexicano. Posee el título peso pluma de la Organización Mundial de Boxeo (OMB) desde el 9 de diciembre de 2023.

## Carrera profesional
Inició su carrera como boxeador profesional en 2013 y acumuló un récord de 25 victorias antes de su primer pelea por campeonato mundial ante Robeisy Ramírez el 9 de diciembre de 2023, en busca del título de peso pluma de la OMB. 
Aunque Espinoza era considerado como el menos favorecido en las apuestas, sorprendió al obtener una victoria por decisión mayoritaria y se coronó como campeón, con puntajes de los jueces de: 113-113, 114-112 y 115-111. En el quinto round, Ramírez logró derribar a Espinoza con un gancho de derecha. A pesar de este contratiempo, Espinoza derribo a Ramírez en el duodécimo asalto. Aunque el cubano logró mantenerse de pie hasta el final.
Realizó su primer defensa de título mundial ante Sergio Chirino Sánchez el 21 de junio de 2024 en el Fontainebleau Las Vegas en Nevada. Espinoza derribo a su rival en el primer, segundo y cuarto round determinando una victoria por nocaut técnico.

## Récord de boxeo profesional
| 27 peleas | 27 victorias | 0 derrotas |
| --------- | ------------ | ---------- |
| Nocaut    | 23           | 0          |
| Decisión  | 4            | 0          |

| No. | Resultado | Récord | Oponente                           | Método | Asalto, tiempo | Fecha                     | Localización                                                          | Notas                                                         |
| --- | --------- | ------ | ---------------------------------- | ------ | -------------- | ------------------------- | --------------------------------------------------------------------- | ------------------------------------------------------------- |
| 27  | Victoria  | 27-0   | Edward Váquez                      | TKO    | 7 (12)         | 4 de mayo de 2025         | T-Mobile, Las Vegas NV                                                | Título de peso pluma de la OMB retenido                       |
| 26  | Victoria  | 26-0   | 🇨🇺. Robeisy Ramirez                | TKO    | 6 (12)         | 7 de diciembre de 2024    | Footprint Center de Phoenix, Arizona,EE.UU                            | Título de peso pluma de la OMB retenido                       |
| 25  | Victoria  | 25-0   | Sergio Chirino Sánchez             | TKO    | 4 (12)         | 21 de junio de 2024       | Fontainebleau Las Vegas, Winchester, Nevada, EE. UU.                  | Título de peso pluma de la OMB retenido                       |
| 24  | Victoria  | 24-0   | Robeisy Ramírez                    | MD     | 12             | 9 de diciembre de 2023    | Charles F. Dodge City Center, Pembroke Pines, Florida, Estados Unidos | Gana el título peso pluma de la Organización Mundial de Boxeo |
| 23  | Victoria  | 23-0   | Ally Mwerangi                      | KO     | 2 (10)         | 15 de julio de 2023       | Restaurante Arroyo, Ciudad de México, México                          |                                                               |
| 22  | Victoria  | 22–0   | Rafael Rosas Ramirez               | TKO    | 3 (8)          | 25 de marzo del 2023      | El Domo del Code Jalisco, Guadalajara, Jalisco, Mexico                |                                                               |
| 21  | Victoria  | 21–0   | Orlando Garcia Guerrero            | TKO    | 1 (10)         | 19 de noviembre de 2022   | Arena Astros, Guadalajara, Jalisco, Mexico                            |                                                               |
| 20  | Victoria  | 20–0   | Gerardo Valenzuela Muñoz           | TKO    | 1 (8)          | 25 de junio de 2022       | Palenque Fex, Mexicali, Baja California, Mexico                       |                                                               |
| 19  | Victoria  | 19–0   | José González Ayala                | KO     | 7 (10)         | 2 de abril del 2022       | PALCCO, Zapopan, Jalisco, Mexico                                      |                                                               |
| 18  | Victoria  | 18–0   | Alie Laurel                        | KO     | 1 (10)         | 19 de febrero de 2022     | Plaza Monumental, Tijuana, Baja California, Mexico                    |                                                               |
| 17  | Victoria  | 17–0   | Aramis Solis                       | KO     | 1 (6)          | 25 de septiembre del 2021 | Complejo Deportivo La Inalámbrica, Merida, Yucatán, Mexico.           |                                                               |
| 16  | Victoria  | 16–0   | Carlos Ornelas                     | UD     | 10             | 16 de enero del 2021      | Gran Hotel, Tijuana, Baja California, Mexico                          |                                                               |
| 15  | Victoria  | 15–0   | Luis Guzmán Ríos                   | TKO    | 2 (8)          | 14 de diciembre del 2019  | Auditorio del Estado, Mexicali, México                                |                                                               |
| 14  | Victoria  | 14–0   | Diego Andrade Chávez               | UD     | 5 (8)          | 7 de julio de 2018        | Domo del Parque San Rafael, Guadalajara, Jalisco, Mexico              |                                                               |
| 13  | Victoria  | 13–0   | Cristian Cortés Gonzáles           | TKO    | 6 (6)          | 17 de febrero de 2018     | Domo del Parque San Rafael, Guadalajara, Jalisco, Mexico              |                                                               |
| 12  | Victoria  | 12–0   | Juan José López Alcaraz            | UD     | 6 (6)          | 9 de diciembre de 2017    | Domo del Parque San Rafael, Guadalajara, Jalisco, Mexico              |                                                               |
| 11  | Victoria  | 11–0   | Mario Cruz                         | TKO    | 6 (8)          | 29 de octubre de 2016     | Arena Coliseo, Guadalajara, Jalisco, Mexico                           |                                                               |
| 10  | Victoria  | 10–0   | Jesus Marcelino Alvarez            | KO     | 2 (6)          | 23 de junio de 2016       | Gimnasio Usos Múltiples UdeG, Guadalajara, Jalisco, Mexico            |                                                               |
| 9   | Victoria  | 9–0    | Edén Márquez                       | KO     | 1 (6)          | 6 de abril de 2016        | Gimnasio Usos Múltiples UdeG, Guadalajara, Jalisco, Mexico            |                                                               |
| 8   | Victoria  | 8–0    | Juan José Francisco Márquez Solano | KO     | 1 (6)          | 12 de marzo del 2016      | Arena Jalisco, Guadalajara, Jalisco, Mexico                           |                                                               |
| 7   | Victoria  | 7–0    | Karl García                        | UD     | 4 (4)          | 30 de mayo de 2015        | Florentine Gardens, Hollywood, California, Estados Unidos             |                                                               |
| 6   | Victoria  | 6–0    | Agapito García                     | KO     | 1 (6)          | 20 de marzo del 2015      | Gimnasio Municipal de Box, Nogales, Sonora, Mexico                    |                                                               |
| 5   | Victoria  | 5-0    | Carlos Bacasegua Luzania           | KO     | 3 (6) 2:24     | 7 de noviembre de 2014    | Forum del Mayo, Navojoa, Sonora, Mexico                               |                                                               |
| 4   | Victoria  | 4-0    | Víctor Serrano Islas               | TKO    | 5 (6) 2:50     | 11 de julio de 2014       | Fantasy Springs Resort Casino, Indio, California, Estados Unidos      |                                                               |
| 3   | Victoria  | 3–0    | Luis Macías                        | TKO    | 2 (4)          | 1 de noviembre de 2013    | Auditorio Morelos, Aguascalientes, Aguascalientes, Mexico             |                                                               |
| 2   | Victoria  | 2–0    | Óscar Pena                         | UD     | 6 (6)          | 18 de mayo de 2013        | Foro Polanco, Polanco, Distrito Federal, Mexico                       |                                                               |
| 1   | Victoria  | 1–0    | Víctor Valadez                     | TKO    | 3 (4)          | 15 de febrero de 2013     | El Gran Mexicano, Zapopan, Jalisco, Mexico                            |                                                               |

## Títulos mundiales
- Campeón peso pluma de la Organización Mundial de Boxeo.